# کمبود ویتامین ب۱۲
کمبود ویتامین ب۱۲ که با نام هیپوکوبالامینمیا نیز شناخته می‌شود، به پایین بودن سطح ویتامین ب۱۲ در خون اشاره دارد. در این بیماری انواع مختلفی از نشانه‌ها و نشانگان‌ها ممکن است بروز کند از جمله کاهش توانایی فکر کردن و ایجاد تغییر در خصوصیات شخصیتی مثل افسردگی، زود رنج شدن، و روان‌پریشی. احساس‌های غیرطبیعی، تغییر کردن حرکات غیرارادی، و ضعیف شدن عملکرد ماهیچه‌ها ممکن است رخ دهد و همچنین احتمال التهاب زبان، کاهش توانایی چشایی، کم شدن گلبول‌های قرمز خون، افت عملکرد قلب و کاهش باروری وجود دارد. نشانگان کمبود ویتامین ب۱۲ در کودکان رشد ضعیف، نمو ضعیف و اختلالات حرکتی است. در صورت عدم درمان زودهنگام بعضی از علایم بیماری ممکن است همیشگی شوند.

## نشانه‌ها و علایم

### نشانه‌های روانی
کمبود ویتامین ب۱۲ می‌تواند سبب نشانگان‌های شیدایی، روان‌پریشی، خستگی، نقص حافظه، زودرنجی، افسردگی، ناهماهنگی حرکتی و تغییرات شخصیتی شود. در کودکان نشانه‌ها شامل زودرنجی، ناکامی، بی‌علاقگی، کم‌اشتهایی و واپسروی نموی است.

## علت بروز
- ناکافی بودن میزان ویتامین ب۱۲ در وعده‌های غذایی. ویتامین ب۱۲ در محصولات دامی (تخم، گوشت، شیر) و بر اساس تحقیقات اخیر در بعضی از جلبک‌ها وجود دارد.
- جذب ناقص انتخابی ویتامین ب۱۲ به دلیل کمبود فاکتور داخلی.

بیماریهای مختلف معدی مانند گاستریت‌های مزمن (تورم مزمن معده) و آتروفیک (کم‌خونی پرنیشیوز)، اعمال جراحی برداشتن کامل یا بخشی از معده، باعث عدم ترشح فاکتور داخلی گشته و کمبود ویتامین ب ۱۲ را نیز بدنبال دارند.

##### عوارض کمبود ویتامین B12
مهمترین عارضه این بیمار کم خونی پرنیشیوز است اما کمبود این ویتامین متواند عوارض بسیاری بر سایر ارگان ها از جمله، دستگاه تولید مثل، سیستم عصبی، پوست و .. نیز داشته باشد.
به طور کلی عوارض کمبود ویتامین B12  شامل موارد زیر است:
1. کاهش قدرت باردوری
2. اسهال
3. ریزش موها
4. التهاب زبان
5. عفونت های مختلف
6. شکننده شدن ناخل ها و پوست
7. اختلالات حرکتی
8. اختلالات یادگیری( کودکان)
9. کاهش حس لامسه و کاهش حس لرزش
10. کاهش رفلکس پاتلا

موارد بالا مهمترین عوارض ناشی از کمبود ویتامین B12 است. 